# Ліневко-Косьцерське
Ліневко-Косьцерське (пол. Liniewko Kościerskie, нім. Lienau) — село в Польщі, у гміні Нова Карчма Косьцерського повіту Поморського воєводства.
Населення — 239 осіб (2011).
У 1975-1998 роках село належало до Гданського воєводства.

## Демографія
Демографічна структура станом на 31 березня 2011 року:
|          | Загалом | Допрацездатний вік | Працездатний вік | Постпрацездатний вік |
| -------- | ------- | ------------------ | ---------------- | -------------------- |
| Чоловіки | 130     | 41                 | 78               | 11                   |
| Жінки    | 109     | 24                 | 64               | 21                   |
| Разом    | 239     | 65                 | 142              | 32                   |